# 2. Floorball-Bundesliga 2021/22
Die 2. Floorball-Bundesliga 2021/22 war die 18. Spielzeit der zweithöchsten deutschen Spielklasse im Floorball der Männer und die zweite, in der sie in drei Staffeln aufgeteilt war. Sie begann am 11. September 2021 und die Hauptrunden endeten am 16. April 2022.
Die vorherige Saison wurde wieder aufgrund der Corona-Pandemie vor Ende der Hauptrunde abgebrochen. Die Play-offs und Relegationen fanden somit auch nicht statt. Deshalb gab es keine Aufsteiger in die 1. Bundesliga, aber auch keine sportlichen Absteiger. Einzig die Sportvg Feuerbach hat sich freiwillig in die Regionalliga Süd, Staffel BW zurückgezogen. Aus den Regionalligen durften alle aufstiegswilligen Teams aufsteigen, solange es maximal zwei pro Liga wären, um den jeweiligen Regionalligabetrieb zu gewährleisten. Da aus der Regionalliga Hessen allerdings gleich vier Teams aufsteigen wollten und keine sportliche Aufstiegsregelung durchgeführt werden konnte, durfte aus dieser am Ende keiner 2021/22 zweitklassig spielen. Da aber die TSV Calw Lions und Gettorf Seahawks aufstiegen, nahmen dieses Jahr 19 Mannschaften an der Liga teil (je sieben in der Ost- und Nord/West- und fünf in der Süd/West-Staffel).

## Teilnehmende Mannschaften

### Teilnehmer Staffel Nord/West
- TV Eiche Horn Bremen
- Hannover Mustangs
- Dümptener Füchse
- Lilienthaler Wölfe
- Baltic Storms
- Gettorf Seahawks (Aufsteiger)
- BSV Roxel (Aufsteiger)

### Teilnehmer Staffel Ost
- Unihockey Igels Dresden
- TSG Füchse Quedlinburg
- USV Halle Saalebiber
- SCS Berlin
- PSV 90 Dessau
- USV TU Dresden
- FBC Havel

### Teilnehmer Staffel Süd/West
- Tollwut Ebersgöns
- ESV Ingolstadt Schanzer Ducks
- FC Stern München
- FC Rennsteig Avalanche
- TSV Calw Lions (Aufsteiger)

## Modus
In der Hauptrunde spielten in der Staffel Ost und Nord/West jedes Team jeweils zweimal (Hin- und Rückspiel) und in der Süd/West dreimal gegen jedes andere. Die beiden Staffelbesten und das beste drittplatzierte (ermittelt durch die Berechnung des Quotienten „Anzahl der Punkte durch Anzahl der Spiele“) waren für die Playoffs qualifiziert. Diese wurden im Modus Best-of-Three ausgetragen. Den Staffeln wurden für die Durchführung der Playoffs durch eine Auslosung jeweils eine Nummer (1/2/3) zugeordnet. Der beiden besten Staffeldritten konnten im Viertelfinale nicht auf einen Gegner aus ihrer eigenen Staffel treffen.
Der Sieger der Playoff-Finalserie stieg direkt in die 1. Bundesliga auf. Der Verlierer spielte gegen den Sieger des Abstiegsspiels in der Relegation, um den letzten freien Platz der nächsten Bundesliga-Saison.
Die Staffeln konnten auf eine Größe von bis zu acht Teams pro Staffel zur Saison 2022/2023 aufgefüllt werden. Die Reihenfolgen der aufstiegsberechtigten Teams wurden in der Regionalligameisterschaft ermittelt. Direkte Absteiger gab es dieses Jahr wieder keine. In der Staffel Ost und Nord/West spielten das siebtplatzierte Team Relegation gegen das
zweitplatzierte Team der zugehörigen Regionalligameisterschaft.

## Tabellen

### Staffel Nord/West
| Pl. | Verein               | Sp. | S  | U | N | SDS | SDN | Tore    | Diff. | Pkt. |
| --- | -------------------- | --- | -- | - | - | --- | --- | ------- | ----- | ---- |
| 1.  | Lilienthaler Wölfe   | 12  | 10 | 1 | 0 | 1   | 0   | 118:560 | +62   | 33   |
| 2.  | Dümptener Füchse     | 12  | 8  | 1 | 2 | 1   | 0   | 79:52   | +27   | 27   |
| 3.  | Gettorf Seahawks (N) | 12  | 7  | 0 | 3 | 1   | 1   | 133:100 | +33   | 24   |
| 4.  | Hannover Mustangs    | 12  | 5  | 0 | 7 | 0   | 0   | 101:119 | −18   | 15   |
| 5.  | TV Eiche Horn Bremen | 12  | 2  | 0 | 6 | 0   | 4   | 54:75   | −21   | 10   |
| 6.  | BSV Roxel (N)        | 12  | 2  | 0 | 9 | 1   | 0   | 072:105 | −33   | 8    |
| 7.  | Baltic Storms        | 12  | 2  | 0 | 9 | 1   | 0   | 077:127 | −50   | 8    |

(N) – Neuzugang, Aufsteiger aus der Regionalliga 2020/21

### Staffel Ost
| Pl. | Verein                  | Sp. | S  | U | N  | SDS | SDN | Tore    | Diff. | Pkt. |
| --- | ----------------------- | --- | -- | - | -- | --- | --- | ------- | ----- | ---- |
| 1.  | Unihockey Igels Dresden | 12  | 11 | 0 | 0  | 1   | 0   | 118:470 | +71   | 35   |
| 2.  | TSG Füchse Quedlinburg  | 12  | 9  | 0 | 3  | 0   | 0   | 108:820 | +35   | 27   |
| 3.  | PSV 90 Dessau           | 12  | 5  | 1 | 5  | 1   | 0   | 83:68   | +15   | 18   |
| 4.  | USV Halle Saalebiber    | 12  | 6  | 0 | 6  | 0   | 0   | 68:58   | +10   | 18   |
| 5.  | USV TU Dresden          | 12  | 3  | 0 | 7  | 0   | 2   | 71:92   | −21   | 11   |
| 6.  | SCS Berlin R            | 12  | 3  | 1 | 7  | 0   | 1   | 53:95   | −42   | 11   |
| 7.  | FBC Havel               | 12  | 1  | 0 | 10 | 1   | 0   | 066:135 | −69   | 5    |

### Staffel Süd/West
| Pl. | Verein                        | Sp. | S  | U | N  | SDS | SDN | Tore    | Diff. | Pkt. |
| --- | ----------------------------- | --- | -- | - | -- | --- | --- | ------- | ----- | ---- |
| 1.  | Tollwut Ebersgöns             | 12  | 11 | 0 | 1  | 0   | 0   | 155:510 | +104  | 33   |
| 2.  | FC Stern München              | 12  | 9  | 0 | 2  | 0   | 1   | 95:49   | +46   | 28   |
| 3.  | ESV Ingolstadt Schanzer Ducks | 12  | 5  | 0 | 7  | 0   | 0   | 79:78   | +1    | 15   |
| 4.  | TSV Calw Lions (N)            | 12  | 4  | 0 | 6  | 1   | 0   | 84:99   | –15   | 14   |
| 5.  | FC Rennsteig Avalanche        | 12  | 0  | 0 | 12 | 0   | 0   | 057:193 | −136  | 0    |

(N) – Neuzugang, Aufsteiger aus der Regionalliga 2020/21

### Staffeldritte
| Pl. | Verein                        | Sp. | Pkt. | Quotient |
| --- | ----------------------------- | --- | ---- | -------- |
| 1.  | Gettorf Seahawks              | 12  | 24   | 2,00     |
| 2.  | PSV 90 Dessau                 | 12  | 18   | 1,50     |
| 3.  | ESV Ingolstadt Schanzer Ducks | 12  | 15   | 1,25     |

## Play-offs
|  | Viertelfinale | Viertelfinale          | Viertelfinale           | Viertelfinale | Viertelfinale |     |                         | Halbfinale              | Halbfinale | Halbfinale | Halbfinale | Halbfinale |  |  | Finale | Finale | Finale | Finale | Finale |
|  |               |                        |                         |               |               |     |                         |                         |            |            |            |            |  |  |        |        |        |        |        |
|  | SW1           | Tollwut Ebersgöns      | 9                       | 5             | 5             |     |                         |                         |            |            |            |            |  |  |        |        |        |        |        |
|  | NW3           | Gettorf Seahawks       | 10PS                    | 0ff           | 0ff           |     |                         |                         |            |            |            |            |  |  |        |        |        |        |        |
|  | NW3           | Gettorf Seahawks       | 10PS                    | 0ff           | 0ff           | SW1 | Tollwut Ebersgöns       | 8                       | 3          | –          |            |            |  |  |        |        |        |        |        |
|  |               |                        |                         |               |               | SW1 | Tollwut Ebersgöns       | 8                       | 3          | –          |            |            |  |  |        |        |        |        |        |
|  |               | O1                     | Unihockey Igels Dresden | 11            | 10            | –   |                         |                         |            |            |            |            |  |  |        |        |        |        |        |
|  | O1            | O1                     | Unihockey Igels Dresden | 11            | 10            | –   | Unihockey Igels Dresden | 7                       | 5          | –          |            |            |  |  |        |        |        |        |        |
|  | O1            |                        |                         |               |               |     | Unihockey Igels Dresden | 7                       | 5          | –          |            |            |  |  |        |        |        |        |        |
|  | NW2           | Dümptener Füchse       | 3                       | 0ff           | –             |     |                         |                         |            |            |            |            |  |  |        |        |        |        |        |
|  |               |                        |                         |               |               |     | O1                      | Unihockey Igels Dresden | 8          | 5          | –          |            |  |  |        |        |        |        |        |
|  |               | NW1                    | Lilienthaler Wölfe      | 6             | 3             | –   |                         |                         |            |            |            |            |  |  |        |        |        |        |        |
|  | NW1           | Lilienthaler Wölfe     | 8                       | 11            | –             |     |                         |                         |            |            |            |            |  |  |        |        |        |        |        |
|  | O3            | PSV 90 Dessau          | 5                       | 3             | –             |     |                         |                         |            |            |            |            |  |  |        |        |        |        |        |
|  | O3            | PSV 90 Dessau          | 5                       | 3             | –             | NW1 | Lilienthaler Wölfe      | 7                       | 16         | –          |            |            |  |  |        |        |        |        |        |
|  |               |                        |                         |               |               | NW1 | Lilienthaler Wölfe      | 7                       | 16         | –          |            |            |  |  |        |        |        |        |        |
|  |               | O2                     | TSG Füchse Quedlinburg  | 5             | 13            | –   |                         |                         |            |            |            |            |  |  |        |        |        |        |        |
|  | SW2           | O2                     | TSG Füchse Quedlinburg  | 5             | 13            | –   | FC Stern München        | 6                       | 5          | 3          |            |            |  |  |        |        |        |        |        |
|  | SW2           |                        |                         |               |               |     | FC Stern München        | 6                       | 5          | 3          |            |            |  |  |        |        |        |        |        |
|  | O2            | TSG Füchse Quedlinburg | 8                       | 4             | 11            |     |                         |                         |            |            |            |            |  |  |        |        |        |        |        |

V Sieg in der Overtime

PS Sieg nach dem Penalty-Shootout

ff Spiel abgesagt

### Viertelfinale
Viertelfinale 1
| 30. April 2022 14:00 Uhr |  | Gettorf Seahawks | 10:9 n. PS. (2:2, 3:3, 4:4, 0:0, 1:0) Spielbericht | Tollwut Ebersgöns | Schulzentrum Gettorf, Gettorf Zuschauer: 43 |

| 7. Mai 2022 17:00 Uhr |  | Tollwut Ebersgöns | 5:0 Spiel abgesagt | Gettorf Seahawks | Mehrzweckhalle Kirch-/Pohl-Göns, Pohl-Göns |

| 8. Mai 2022 10:00 Uhr |  | Tollwut Ebersgöns | 5:0 Spiel abgesagt | Gettorf Seahawks | Mehrzweckhalle Kirch-/Pohl-Göns, Pohl-Göns |

Viertelfinale 2
| 1. Mai 2022 13:00 Uhr |  | Dümptener Füchse | 3:7 (1:0, 1:2, 1:5) Spielbericht | Unihockey Igels Dresden | Sporthalle Holzstraße, Mülheim an der Ruhr Zuschauer: 80 |

| 7. Mai 2022 18:00 Uhr |  | Unihockey Igels Dresden | 5:0 Spiel abgesagt | Dümptener Füchse | Hans-Erlwein-Gymnasium, Dresden |

| 8. Mai 2022 14:00 Uhr |  | Unihockey Igels Dresden | – Spiel hat nicht stattgefunden | Dümptener Füchse | Hans-Erlwein-Gymnasium, Dresden |

Viertelfinale 3
| 30. April 2022 17:00 Uhr |  | PSV 90 Dessau | 5:8 (3:3, 1:2, 1:3) Spielbericht | Lilienthaler Wölfe | Sporthalle Kochstedt, Dessau Zuschauer: 116 |

| 7. Mai 2022 18:30 Uhr |  | Lilienthaler Wölfe | 11:3 (6:0, 3:0, 2:3) Spielbericht | PSV 90 Dessau | Sportzentrum Schoofmoor, Lilienthal Zuschauer: 149 |

| 8. Mai 2022 16:00 Uhr |  | Lilienthaler Wölfe | – Spiel hat nicht stattgefunden | PSV 90 Dessau | Sportzentrum Schoofmoor, Lilienthal |

Viertelfinale 4
| 1. Mai 2022 16:00 Uhr |  | TSG Füchse Quedlinburg | 8:6 (1:2, 3:1, 4:3) Spielbericht | FC Stern München | Bodelandhalle, Quedlinburg Zuschauer: 119 |

| 7. Mai 2022 19:00 Uhr |  | FC Stern München | 5:4 (1:1, 2:0, 2:3) Spielbericht | TSG Füchse Quedlinburg | Sporthalle Werner-von-Siemens-Gymnasium, München Zuschauer: 57 |

| 8. Mai 2022 13:00 Uhr |  | FC Stern München | 3:11 (1:2, 1:4, 1:5) Spielbericht | TSG Füchse Quedlinburg | Sporthalle Werner-von-Siemens-Gymnasium, München Zuschauer: 42 |

### Halbfinale
Halbfinale 1
| 14. Mai 2022 18:00 Uhr |  | Unihockey Igels Dresden | 11:8 (5:2, 2:3, 4:3) Spielbericht | Tollwut Ebersgöns | Vitzthum-Gymnasium, Dresden Zuschauer: 63 |

| 21. Mai 2022 13:00 Uhr |  | Tollwut Ebersgöns | 3:10 (1:1, 2:5, 0:4) Spielbericht | Unihockey Igels Dresden | Mehrzweckhalle Kirch-/Pohl-Göns, Pohl-Göns Zuschauer: 67 |

| 22. Mai 2022 14:00 Uhr |  | Tollwut Ebersgöns | – Spiel hat nicht stattgefunden | Unihockey Igels Dresden | Mehrzweckhalle Kirch-/Pohl-Göns, Pohl-Göns |

Halbfinale 2
| 14. Mai 2022 16:00 Uhr |  | TSG Füchse Quedlinburg | 5:7 (2:2, 2:5, 1:0) Spielbericht | Lilienthaler Wölfe | Bodelandhalle, Quedlinburg Zuschauer: 110 |

| 21. Mai 2022 18:00 Uhr |  | Lilienthaler Wölfe | 16:13 (4:4, 3:4, 9:5) Spielbericht | TSG Füchse Quedlinburg | Sportzentrum Schoofmoor, Lilienthal Zuschauer: 137 |

| 22. Mai 2022 16:00 Uhr |  | Lilienthaler Wölfe | – Spiel hat nicht stattgefunden | TSG Füchse Quedlinburg | Sportzentrum Schoofmoor, Lilienthal |

### Finale
| 28. Mai 2022 18:00 Uhr |  | Lilienthaler Wölfe | 6:8 (4:1, 1:2, 1:5) Spielbericht | Unihockey Igels Dresden | Sportzentrum Schoofmoor, Lilienthal Zuschauer: 154 |

| 4. Juni 2022 16:00 Uhr |  | Unihockey Igels Dresden | 5:3 (2:1, 0:1, 3:1) Spielbericht | Lilienthaler Wölfe | 121. Oberschule, Dresden Zuschauer: 163 |

| 5. Juni 2022 14:00 Uhr |  | Unihockey Igels Dresden | – Spiel hat nicht stattgefunden | Lilienthaler Wölfe | 121. Oberschule, Dresden |

## Aufstiegsrelegation
| 18. Juni 2022 18:00 Uhr |  | VfL Red Hocks Kaufering | 13:2 (5:0, 4:1, 4:1) Spielbericht | Lilienthaler Wölfe | Sportzentrum Kaufering, Kaufering |

| 25. Juni 2022 18:00 Uhr |  | Lilienthaler Wölfe | 7:8 n. V. (3:3, 3:0, 1:4, 0:1) Spielbericht | VfL Red Hocks Kaufering | Sportzentrum Schoofmoor, Lilienthal Zuschauer: 110 |

| 26. Juni 2022 14:00 Uhr |  | Lilienthaler Wölfe | – Spiel hat nicht stattgefunden | VfL Red Hocks Kaufering | Sportzentrum Schoofmoor, Lilienthal |

## Abstiegsrelegation

### Nord/West
Keine, da nur der MTV Mittelnkirchen ein Aufstiegsinteresse bekundete. Kommende Saison wird es somit 8 Teilnehmer im Spielbetrieb der 2. FBL Nord/West geben.

### Ost
Von den für die Regionalligameisterschaften qualifizierten Teams hat keines einen Aufstiegswunsch geäußert. Damit entfallen auch hier mögliche Qualifikations- oder Relegationsspiele. Damit gibt es für die kommende Saison 6 Teilnehmer im Spielbetrieb der 2. FBL Ost.

### Süd/West
In der Staffel Süd/West werden in der Saison 2022/23 die TSG Erlensee und die Frankfurt Falcons als neue Teams in die 2. FBL aufsteigen. Beide Teams hatten sich in dieser Saison als die beiden besten Teams der Regionalliga West (Hessen) für die Regionalligameisterschaft qualifiziert. Da es aber keine weiteren aufstiegswilligen Teams aus der Region Süd gab und die 2. FBL Süd/West derzeit nur 5 Teilnehmer aufweist, konnten beide Mannschaften direkt aufsteigen. Damit wird es für die kommende Saison 7 Teilnehmer im Spielbetrieb der 2. FBL Süd/West geben.